# Pax遺伝子
Pax遺伝子（ぱっくすいでんし）とは一群の転写活性因子であり、特に動物の発生期に重要な働きを持つことがわかっている。ペアードドメインと呼ばれるDNA結合ドメイン構造を持つことからその名が付けられたが、分子によってはその他のドメインも有する。

## ファミリー
哺乳動物は9のメンバーからなり、構造により４つのサブファミリーに分類される。
- Pax group 1 (Pax 1と 9)
- Pax group 2 (Pax 2, 5 と 8)
- Pax group 3 (Pax 3 と 7)
- Pax group 4 (Pax 4 と 6)

## 機能
- PAX1は脊椎の発生と体節形成に関与している。
- PAX2は腎臓と視神経の発生に関与している。
- PAX3は耳、眼、顔の発生に関与している。この変異はWaardenburg症候群を起こす。また、メラノーマに発現することも多く、メラノーマ細胞の生存に関与する[2][3]。
- PAX4は膵ランゲルハンス島β細胞に発現する。
- PAX5は神経、精子発生、B細胞の分化に関与する。
- PAX6は最もよく研究され、眼、感覚器、中枢神経、表皮などの発生に関与する。
- PAX7は筋発生に関与する.[4]。
- PAX8は甲状腺に特異的に発現する。
- PAX9は様々な組織や骨格の発生に関与する。特に歯の発生に関与することが知られている。

## 参考
1. ↑  Pax遺伝子群 - 脳科学辞典
2. ↑  Medic S, Ziman M (April 2010). Soyer, H. Peter. ed. “PAX3 Expression in Normal Skin Melanocytes and Melanocytic Lesions (Naevi and Melanomas)”. PLoS ONE 5 (4):  e9977. doi:10.1371/journal.pone.0009977. PMC 2858648. PMID 20421967.
3. ↑  Scholl FA, Kamarashev J, Murmann OV, Geertsen R, Dummer R, Schäfer BW (Feb 2001). “PAX3 is expressed in human melanomas and contributes to tumor cell survival”. Cancer Res 61 (3):  823–6. PMID 11221862.
4. ↑  Oustanina, S et al. (2004). “PAX7 directs postnatal renewal  and propagation of myogenic satellite cells but not their specification”. The EMBO Journal 23:  3430–3439. doi:10.1038/sj.emboj.7600346.